# Maria Beatrycze Szulgowicz
Maria Beatrycze Szulgowicz, właśc. Damiana Szulgowicz (ur. 1935) – polska biskupka mariawicka, ordynariuszka kustodii płockiej Kościoła Katolickiego Mariawitów w RP, od 2005 zwierzchniczka Kościoła Katolickiego Mariawitów w RP, proboszczka parafii Trójcy Przenajświętszej w Felicjanowie.

## Życiorys
Jej rodzice byli kapłanami mariawickimi pozostającymi w małżeństwie mistycznym. Według teologii Kościoła Katolickiego Mariawitów urodziła się jako dziecko „niepokalanie poczęte”.
Ukończyła studia na Wydziale Elektronicznym Politechniki Warszawskiej. Następnie poświęciła się życiu monastycznemu; w 1959 r. złożyła śluby zakonne. W 1971 ukończyła studia w sekcji starokatolickiej Chrześcijańskiej Akademii Teologicznej, broniąc pracę magisterską pt. Ideologia mariawityzmu w listach pasterskich i odezwach arcybiskupa J.M. Michała Kowalskiego. 30 maja 1993 w uroczystość Zesłania Ducha Świętego siostry Maria Beatrycze Szulgowicz i Maria Rafaela Woińska zostały konsekrowane w Felicjanowie na nowych biskupów Kościoła i odtąd siostra Maria Beatrycze stoi na czele kustodii płockiej.
Od 1995 przełożona Katolickiego Zgromadzenia Sióstr Mariawitek Nieustającej Adoracji Ubłagania. Od 21 maja 2005 przewodnicząca Rady Przełożonych Kościoła Katolickiego Mariawitów, proboszcz parafii w Felicjanowie.